# Brian Bond
Brian Bond (* 17. April 1936 in Medmenham bei Marlow (Buckinghamshire); † 2. Juni 2025) war ein britischer Militärhistoriker. Er war Professor am King’s College London.
Bond wuchs in Buckinghamshire auf. Von 1954 bis 1956 war er bei der Royal Artillery, zuletzt als Second Lieutenant. Er studierte ab 1956 Geschichte an der Universität Oxford (Worcester College), wurde aber nicht zu fortgeschritteneren Studien zugelassen, da er sich nach Ansicht seines Tutors zu stark mit Sport (Rugby, Fußball, Cricket) befasste. 1958 kam er in Kontakt mit dem Militärhistoriker Basil Liddell Hart, als dieser in Bonds Heimatdorf Medmenham zog und ihn förderte. Er setzte sein Studium am King’s College London fort mit dem Master-Abschluss in Militärgeschichte bei Michael Howard 1962. Im selben Jahr heiratete er. 1961 wurde er Lecturer an der University of Exeter, 1962 an der University of Liverpool und 1966 am King’s College London, an dem er 1978 Reader wurde und 1986 Professor. 1996 wurde er Fellow des King’s College und war dort Liddell Hart Lecturer. 2001 wurde er emeritiert.
Von 1972 bis 1974 war er Gastprofessor am US Naval War College und 1992/93 am Brasenose College der Universität Oxford. 1997 war er Gastredner am Liddell Hart Centre for Military Archives am King’s College London. 2000 war er Visiting Fellow des All Souls College in Oxford und Lees Knowles Lecturer an der Universität Cambridge. Er war Präsident der British Commission for Military History.
Er befasste sich vor allem mit der britischen Militärgeschichte des 19. und 20. Jahrhunderts.

## Schriften
- The Victorian army and the Staff College, 1854–1914, London: Eyre Methuen, 1972.
- France and Belgium, 1939–1940 London: Davis-Poynter, 1975, 2. Auflage als: Britain, France and Belgium, 1939-1940 Oxford: Brassey’s, 1990.
- Liddell Hart: a study of his military thought. London: Cassell, 1977; New Brunswick: Rutgers University Press, 1977
- British military policy between the two world wars, Oxford: Clarendon Press; New York: Oxford University Press, 1980
- War and society in Europe, 1870-1970, Leicester University Press, Fontana Paperbacks, 1983, Stroud: Sutton, 1998.
- The pursuit of victory: from Napoleon to Saddam Hussein, Oxford: Oxford University Press, 1996, 1998.
- mit anderen: Look to your front: studies in the First World War, British Commission for Military History;  Staplehurst: Spellmount, 1999.
- The unquiet Western Front: Britain's role in literature and history. Cambridge: Cambridge University Press, 2002.
- The First World War and British military history, Oxford: Clarendon Press, 1991.
- Herausgeber: Victorian military campaigns London: Hutchinson, 1967
- Herausgeber Chief of staff: the diaries of Lieutenant General Sir Henry Pownall, London: Leo Cooper, 1972–1974.
- Herausgeber mit Ian Roy: War and society: a yearbook of military history, 2 Bände, London: Croom Helm, 1975–1977; New York: Holmes & Meier, 1975–1977.
- Herausgeber mit Simon Robbins: Staff officer: the diaries of Walter Guinness (first Lord Moyne), 1914–1918, London: Leo Cooper, 1987.
- Herausgeber: Fallen stars: eleven studies of twentieth century military disasters, edited by Brian Bond. London: Brassey’s (UK), 1991.
- Herausgeber mit Nigel Cave: Haig: a reappraisal 70 years on, London: Leo Cooper, 1999.
- Herausgeber mit Nigel Cave: Haig: a reappraisal 80 years on, Barnsley, Pen and Sword Military, 2009.
- Herausgeber mit Michael D. Taylor: The battle of France and Flanders 1940: sixty years on, Barnsley: Leo Cooper, 2001.
- Herausgeber mit David French und Brian Holden Reid: The British General Staff: reform and innovation c.1890-1939, London: Frank Cass, 2002.
- Herausgeber mit Kyoichi Tachikawa: British and Japanese military leadership in the Far Eastern War, 1941–1945, London: Frank Cass, 2004.
- Herausgeber von: Lieutenant Colonel Earl Stanhope The war memoirs of Earl Stanhope, General Staff Officer in France, 1914–1918, Brighton: Tom Donovan Editions, 2006.